# Mildrey Pineda
Mildrey Carolina Pineda Echeverri (1 de outubro de 1989) é uma futebolista profissional colombiana que atua como meia.

## Carreira
Mildrey Pineda fez parte do elenco da Seleção Colombiana de Futebol Feminino, nas Olimpíadas de 2016.